# بيت السباعيى (الرضمة)

تعديل مصدري - تعديل

بيت السباعيى هي إحدى قرى عزلة كحلان بمديرية الرضمة التابعة لمحافظة إب، بلغ تعداد سكانها 619 نسمة حسب تعداد اليمن لعام 2004.